# 宝塚市立南ひばりガ丘中学校
宝塚市立南ひばりガ丘中学校(たからづかしりつ みなみひばりがおかちゅうがっこう)は、兵庫県宝塚市南ひばりガ丘二丁目にある公立中学校。

## 概要
宝塚市内で最も東に位置し、北側は長尾連山、南側は最明寺川がそれぞれ東西に走っている。川西市街に近く、所在地である南ひばりガ丘は、川西市南花屋敷に隣接しているよ。

### 名称
名称は、所在地の南ひばりガ丘に由来する。
正式名称は、宝塚市立南ひばりガ丘中学校であるが、宝塚市内では単に「南ひばりガ丘中学校」とよばれ、公式の場合でなければ「南ぴ(なんぴ)」若しくは「南ぴ中」が通称としてよく使用される。
「南ひ」や「南ひばり」が用いられることもあり、「南」は、本校北側に位置する私立学校である雲雀丘学園中学校・高等学校との区別をしている。
また、南ひばりガ丘について、「南雲雀丘」や「南ひばりヶ丘」、「南ひばりが丘」など、すべて誤りである。

### 教育目標
- 人間尊重の精神を基盤に、確かな学力、豊かな心、たくましい身体を培い、明日の社会を創造する人間の育成を図る。

## 特色
生徒会を中心に「あいさつ運動」に取り組んでおり、本校の伝統となっている。

## 沿革

### 経緯
1976年、周辺地域で住宅開発が進むに伴い、宝塚市立長尾中学校より分離開校した。

### 年表
- 1976年-校舎完成。長尾中学校より分離開校。プール完成。
- 1977年-体育館完成。創立記念日制定。
- 1979年-校歌制定。技術棟完成。
- 1985年-創立10周年を迎える。
- 1995年-阪神・淡路大震災により被害を受ける。
- 1996年-新プール完成。(震災復旧)
- 1999年-南館校舎改修工事。
- 2000年-北館校舎改修工事。
- 2001年-本館校舎改修工事。
- 2002年-体育館改修工事。
- 2010年-校舎耐震化補強工事。
- 2011年-武道場完成。

## 象徴

### 校訓
校訓は「希望・実践・協同」である。

### 校章
2羽のヒバリが「ひ」の字状に向かい合い、中央に「中」の字がデザインされている。

### 校歌
南ひばりガ丘中学校校歌は1番から3番まで存在し、それぞれ校訓に沿った歌詞となっている。
内海重典が作詞し、寺田瀧雄が作曲した。
内海は宝塚歌劇団の劇作家・演出家である。
寺田は「宝塚のモーツァルト」との異名を持つ、宝塚歌劇団専属の作曲家である。

## 主な学校行事

### 1学期
- 入学式(第1学年)
- １年生を迎える会
- 転地学習(第1学年)
- トライやる・ウィーク(第2学年)
- 生徒総会
- 修学旅行(第3学年)
- 体育大会

### 2学期
- 文化発表会
- 合唱コンクール
- 生徒会役員選挙

### 3学期
- 3年生を送る会
- 卒業式(第3学年)

## 部活動

### 運動部
- 野球部
- 陸上競技部
- 女子バレーボール部
- バスケットボール部
- 女子ソフトテニス部
- 剣道部
- サッカー部

### 文化部
- 吹奏楽部
- 放送部
- 茶華道部
- 美術部

## 周辺地域

### 校区
大字平井、切畑字長尾山、平井2〜7丁目、長尾台1・2丁目、花屋敷松ガ丘、花屋敷つつじガ丘、花屋敷荘園1〜4丁目、ふじガ丘、雲雀丘山手1・2丁目、雲雀丘1〜4丁目、南ひばりガ丘1〜3丁目、口谷東1〜3丁目、口谷西1〜3丁目、山本野里3丁目、花屋敷緑ガ丘である。

### 交通アクセス
- 阪急宝塚本線山本駅
- 阪急宝塚本線雲雀丘花屋敷駅

また、JRでは福知山線川西池田駅が最も近く、阪急宝塚本線及び能勢電鉄妙見線川西能勢口駅がペデストリアンデッキにより同駅と結ばれている。

### 地理
本校は閑静な住宅街の中に立地しており、本校付近、本校南側は平地が広がっている。
北側には、長尾連山(愛宕山・石切山・釣鐘山)が連なっており、斜面には、住宅の他、ゴルフ場が見られる。
麓には東西に、阪急宝塚本線、国道176号(本線)、JR福知山線が走っている。
南側には、最明寺川が西から東の猪名川に至っている。さらに南には中国自動車道・国道176号(バイパス)が東西に走っている。

### 周辺施設
- 阪急電鉄平井車庫
- 東洋食品工業短期大学
- 住友電気工業(株)雲雀丘寮
- 雲雀丘学園中学校・高等学校

## 入学者の主な出身校
- 宝塚市立丸橋小学校
- 宝塚市立長尾小学校
- 宝塚市立長尾台小学校
- 宝塚市立長尾南小学校

## 著名な卒業生・教員
- 古田敦也（元プロ野球選手、監督。元東京ヤクルトスワローズ） - 1981年卒業。川西市出身。川西市立川西南中学校に通っていたが、古田の野球の才能を妬んだ上級生の激しいいじめに遭い、中学1年の1学期に退部。中学1年時の1978年2学期に本校に転校して野球を継続した[1]。
- 坂元一渚璃（プロサッカー選手。Jリーグ・いわきFC） - 2020年卒業。
- 月亭八光（落語家）- 1993年卒業。中学1年生の途中で転入。
- クボケンジ(シンガーソングライター)   -  1993年卒業。月亭八光とは、同級生である。
- 濱田篤則(アメリカンフットボール選手・解説者)  -   教員として在籍した。

## 通学区域が隣接している学校
- 宝塚市立西谷中学校
- 宝塚市立山手台中学校
- 宝塚市立長尾中学校
- 伊丹市立荒牧中学校
- 川西市立川西南中学校
- 川西市立川西中学校
- 川西市立明峰中学校